# Atletismo nos Jogos Olímpicos de Verão de 2008 - Revezamento 4x100 m masculino
A competição de 4 x 100 metros estafetas masculino dos Jogos Olímpicos de Verão de 2008 foi realizado nos dias 21 e 22 de Agosto.
A equipe jamaicana, composta pelos velocistas Dwight Thomas, Asafa Powell, Michael Frater, Nesta Carter e Usain Bolt venceu a prova e foi considerada campeã olímpica até janeiro de 2017, quando, após reanálises de amostras de urina e sangue coletadas nestes Jogos, o Comitê Olímpico Internacional confirmou o doping de Carter, retirando o ouro da equipe jamaicana. As medalhas foram realocadas para Trinidad e Tobago, que herdou o ouro, para o Japão que ficou com a prata, e para o Brasil que é o novo detentor da medalha de bronze, após o Tribunal Arbitral do Esporte negar o recurso inferido por Carter em maio de 2018.

## Medalhistas
|  | TRI Trinidad e Tobago                                                          |  | JPN Japão                                                        |  | BRA Brasil                                                       |
|  | Keston Bledman Marc Burns Emmanuel Callender Richard Thompson Aaron Armstrong* |  | Naoki Tsukahara Shingo Suetsugu Shinji Takahira Nobuharu Asahara |  | Vicente de Lima Sandro Viana Bruno de Barros José Carlos Moreira |

* Atleta que participou da fase qualificatória

## Recordes
Antes desta competição, os recordes mundiais e olímpicos da prova eram os seguintes:
| Tipo                                                                          | Atleta                                                                        | Tempo   | Local                | Data                |
| ----------------------------------------------------------------------------- | ----------------------------------------------------------------------------- | ------- | -------------------- | ------------------- |
|                                                                               | Estados Unidos · Michael Marsh · Leroy Burrell · Dennis Mitchell · Carl Lewis | 37,40 s | Barcelona            | 8 de agosto de 1992 |
| Estados Unidos · Jon Drummond · Andre Cason · Dennis Mitchell · Leroy Burrell | Stuttgart                                                                     | 37,40 s | 21 de agosto de 1993 |                     |
|                                                                               | Estados Unidos · Michael Marsh · Leroy Burrell · Dennis Mitchell · Carl Lewis | 37,40 s | Barcelona            | 8 de agosto de 1992 |

## Resultados

### Eliminatórias
| # | Pista | País                  | Atletas                                                                               | Tempo | Notas |
| - | ----- | --------------------- | ------------------------------------------------------------------------------------- | ----- | ----- |
| 1 | 8     | TRI Trinidad e Tobago | Keston Bledman, Marc Burns, Aaron Armstrong, Richard Thompson                         | 38.26 | Q     |
| 2 | 6     | JAM Jamaica           | Dwight Thomas, Michael Frater, Nesta Carter, Asafa Powell                             | 38.31 | Q, SB |
| 1 | 4     | JPN Japão             | Naoki Tsukahara, Shingo Suetsugu, Shinji Takahira, Nobuharu Asahara                   | 38.52 | Q, SB |
| 2 | 2     | CAN Canadá            | Hank Palmer, Anson Henry, Jared Connaughton, Pierre Browne                            | 38.77 | Q     |
| 1 | 3     | NED Países Baixos     | Maarten Heisen, Guus Hoogmoed, Patrick van Luijk, Caimin Douglas                      | 38.87 | Q, SB |
| 2 | 3     | GER Alemanha          | Tobias Unger, Till Helmke, Alexander Kosenkow, Martin Keller                          | 38.93 | Q     |
| 1 | 2     | BRA Brasil            | José Carlos Moreira, Bruno de Barros, Vicente de Lima, Sandro Viana                   | 39.01 | q     |
| 2 | 9     | CHN China             | Wen Yongyi, Zhang Peimeng, Lu Bin, Hu Kai                                             | 39.13 | q     |
| 2 | 7     | THA Tailândia         | Apinan Sukaphai, Siriroj Darasuriyong, Sompote Suqannarangsri, Sittichai Suwonprateep | 39.40 |       |
| 2 | 4     | FRA França            | Yannick Lesourd, Martial Mbandjock, Manuel Reynaert, Samuel Coco-Viloin               | 39.53 |       |
| 2 | 5     | GBR Grã-Bretanha      | Simeon Williamson, Tyrone Edgar, Marlon Devonish, Craig Pickering                     | DSQ   |       |
| 2 | 8     | ITA Itália            | Fabio Cerutti, Simone Collio, Emanuele di Gregorio, Jacques Riparelli                 | DSQ   |       |
| 1 | 6     | NGR Nigéria           | Onyeabor Ngwogu, Obinna Metu, Chinedu Oriala, Uchenna Emedolu                         | DNF   |       |
| 1 | 9     | POL Polônia           | Marcin Nowak, Lukasz Chyla, Marcin Jedrusinski, Dariusz Kuc                           | DNF   |       |
| 1 | 5     | RSA África do Sul     | Hannes Dreyer, Leigh Julius, Ishmael Kumbane, Thuso Mpuang                            | DNF   |       |
| 1 | 7     | USA Estados Unidos    | Rodney Martin, Travis Padgett, Darvis Patton, Tyson Gay                               | DNF   |       |

### Final
| Pos               | Raia | País                  | Competidores                                                          | Resultado |
| ----------------- | ---- | --------------------- | --------------------------------------------------------------------- | --------- |
| Medalha de ouro   | 4    | TRI Trinidad e Tobago | Keston Bledman, Marc Burns, Emmanuel Callender, Richard Thompson      | 38.06     |
| Medalha de prata  | 7    | JPN Japão             | Naoki Tsukahara, Shingo Suetsugu, Shinji Takahira, Nobuharu Asahara   | 38.15     |
| Medalha de bronze | 3    | BRA Brasil            | Vicente de Lima, Sandro Viana, Bruno de Barros, José Carlos Moreira   | 38.24     |
| 5                 | 9    | GER Alemanha          | Tobias Unger, Till Helmke, Alexander Kosenkow, Martin Keller          | 38.58     |
| 6                 | 6    | CAN Canadá            | Hank Palmer, Anson Henry, Jared Connaughton, Pierre Browne            | 38.66     |
| 7                 | 8    | NED Países Baixos     | Maarten Heisen, Guus Hoogmoed, Patrick van Luijk, Caimin Douglas      | 45.81     |
| –                 | 2    | CHN China             | Wen Yongyi, Zhang Peimeng, Lu Bin, Hu Kai                             | DSQ       |
| DSQ               | 5    | JAM Jamaica           | Usain Bolt, Asafa Powell, Michael Frater, Nesta Carter, Dwight Thomas | 37,10     |